# Nová Lehota
Nová Lehota este o comună slovacă, aflată în districtul Nové Mesto nad Váhom din regiunea Trenčín, pe malul râului Bojnianka⁠(d). Localitatea se află la altitudinea de 428 m deasupra n.m., se întinde pe o suprafață de 18,23 km2 și în 2017 număra 199 de locuitori.

## Istoric
Localitatea Nová Lehota este atestată documentar din 1348.

## Demografie
| An:                | 1994 | 2004    | 2014    | 2024   |
| ------------------ | ---- | ------- | ------- | ------ |
| Număr de persoane: | 277  | 230     | 198     | 192    |
| Diferență:         |      | −16,96% | −13,91% | −3,03% |

| An:                | 2023 | 2024   |
| ------------------ | ---- | ------ |
| Număr de persoane: | 197  | 192    |
| Diferență:         |      | −2,53% |